# Bahri Omari
Bahri Omari (ur. 10 lutego 1889 w Gjirokastrze, zm. 14 kwietnia 1945 w Tiranie) – albański polityk i dyplomata, w 1944 minister spraw zagranicznych.

## Życiorys
Syn Iljaza Hilmiego i Reho. Kształcił się w szkole dla urzędników osmańskich „Mülkiye-i-Sehahané” w Stambule. W latach 1913–1914 pełnił funkcję prefekta Himary. W 1915 wyemigrował do Stanów Zjednoczonych. Tam związał się z Panalbańską Federacją Vatra w Bostonie, skupiającą diasporę albańską. W tym samym mieście wydawał czasopismo Dielli (Słońce). W 1919 powrócił do Albanii i zaangażował się w działalność polityczną. W latach 1921–1924 zasiadał w parlamencie, reprezentując Demokratyczną Partię Narodową (Partia Demokratike Kombëtare). W 1924 należał do grona bliskich współpracowników Fana Noliego. W tym czasie pełnił funkcję redaktora naczelnego pisma Shekulli. Po powrocie do władzy Ahmeda Zogu w 1925 opuścił kraj i do 1939 mieszkał w Paryżu, gdzie związał się z organizacją Bashkimi Kombëtar (Jedność Narodowa).
Powrócił do kraju po inwazji włoskiej na Albanię w 1939, zasiadając w prowłoskiej Radzie Państwa. W lutym 1944 objął stanowisko ministra spraw zagranicznych w rządzie Rexhepa Mitrovicy, które pełnił do lipca 1944. W tym czasie należał do władz Balli Kombëtar. W listopadzie 1944 po objęciu władzy przez komunistów został uwięziony i stanął przed sądem oskarżony o współpracę z okupantem. 13 kwietnia 1945 Sąd Specjalny, którego obradom przewodniczył Koçi Xoxe skazał Omariego na karę śmierci. Dzień później rozstrzelany wraz z 16 innymi więźniami na przedmieściach Tirany, w miejscu zwanym Kodra e Priftit. Ostatnie słowa Omariego przed śmiercią miały brzmieć: Nie jesteśmy wrogami i historia to potwierdzi.

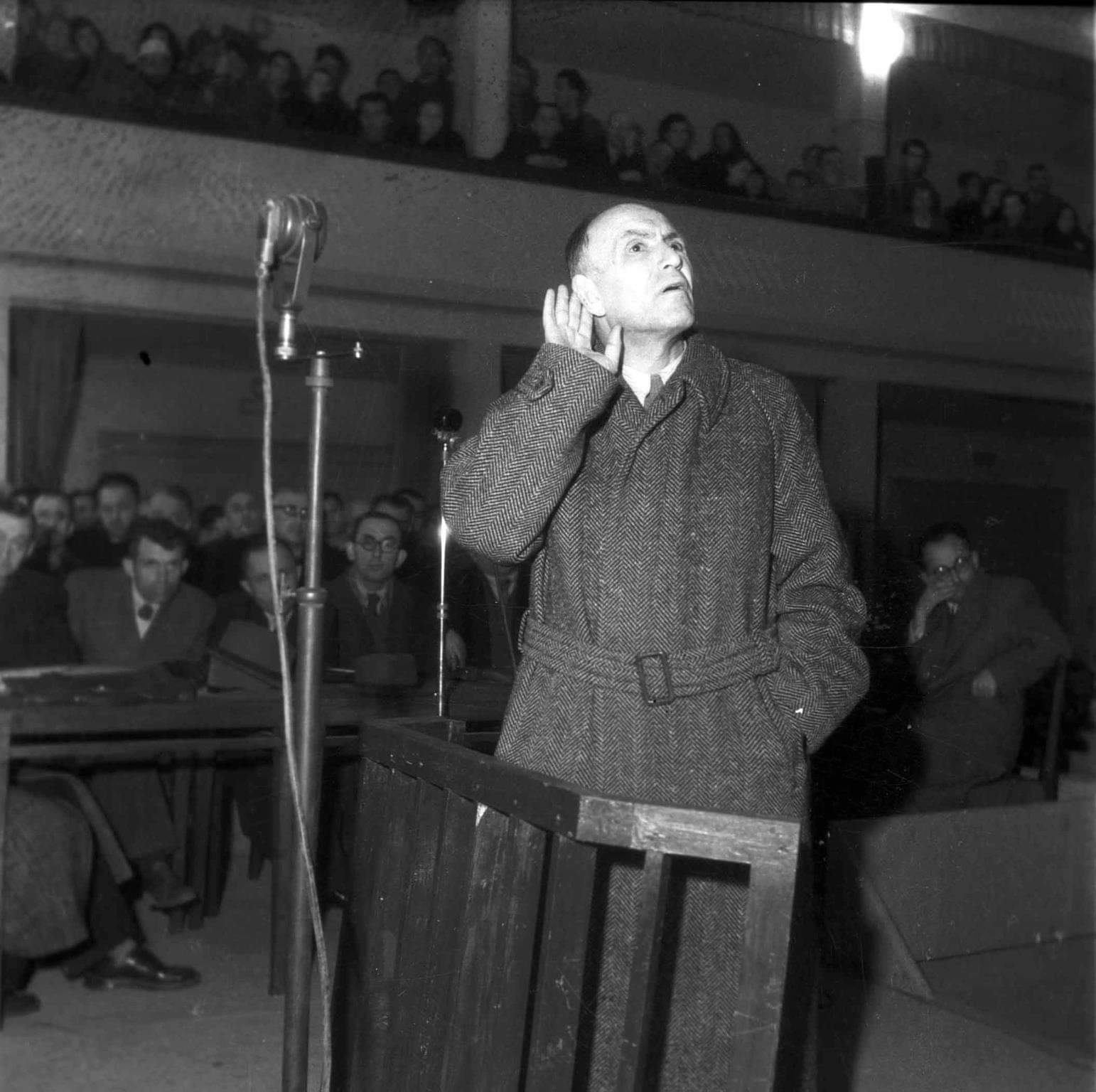
Bahri Omari w czasie procesu (1945)

Był żonaty (żona Fahrije była siostrą Envera Hoxhy), miał dwóch synów. W latach 1941–1943 Enver Hoxha i jego przyszła żona Nexhmije ukrywali się w domu Omariego.
W 2015 Bahri Omari został wyróżniony Orderem Nderi i Kombit (Honor Narodu). W 2015 ukazała się książka Doniki Omari Bahri Omari – jeta dhe veprimtaria (Bahri Omari – życie i twórczość).